# 日本まつげ美容協会
日本まつげ美容協会　(にほんまつげびようきょうかい、英文名Japan Eyelash Beauty Association=JEBA)は、日本におけるまつ毛エクステンションを中心としたまつげ美容産業の健全な発展を目的に、技術者・まつ毛エクステンション関連メーカー・流通業者、教育機関などが集って2009年に設立された協会。まつ毛エクステンションの基本講習、デザイン、技術の向上を目的とした「アイラッシュリスト技能検定試験」民間資格の運営、教育機関やサロンなどの認定、が主な活動内容。

## 役員
- 理事長　植木幹世
- 専務理事1名
- 理事12名

## 所在地
福岡市中央区今泉2-4-48-1101
アイラッシュコーポレーション株式会社